# Mendelényi Vilmos
Mendelényi Vilmos (Budapest, 1939. július 9. – Pécs, 1984. augusztus 23.) magyar színész.

## Pályafutása
1962-ben szerzett diplomát a Színház- és Filmművészeti Főiskolán. 1962–64-ben Egerben játszott, 1964-től 1974-ig a Pécsi Nemzeti Színház tagja volt, 1974–1977 között a Vidám Színpadon lépett föl. Élete utolsó éveiben súlyos betegsége miatt nem lépett színpadra.
Már növendék korától, 1958-tól filmezett, alkatához, kamaszos vonású arcához a kamaszszerepek álltak közel. Hamar feltűnt természetességével, könnyed humorával, az 1960-as évek elején szinte minden filmben szerepelt.
Emlékezetes alakítása a Két emelet boldogság című film diákja, Korbusz Sanyi. Az Esős vasárnap című filmben ő adta elő a kor nagy slágerét a „Fogj egy sétapálcát és légy vidám” című Fényes Szabolcs dalt. Mindkét film napjainkban is gyakran látható a televízióban.
Színpadon főként operettek, zenés játékok táncoskomikusi szerepkörében aratott sikereket, de prózai művek karakterszerepeit is sikerrel alakította. Emlékezetes volt az „Állítsátok meg Arturo Uit!” darabban a címszereplő Haumann Péterrel alakított párosa, melyben Ernesto Roma szerepét játszotta. A Sík Ferenc által rendezett előadás 1969-ben a vidéki színházak fesztiválján első díjat nyert.

## Érdekesség
Felesége volt Lőte Enikő zongoraművész (Lőte Attila húga). Üllői út 45. szám alatti (a volt Mária Terézia/Kilián laktanya) III. emeleti közös lakásukból alakították ki azt a 60 személyes kamaraszínházat, mely a Domino Színpad illetve a Ruttkai Éva Színház egykori játszóhelye is volt.

## Főbb filmszerepei
- 1958 A harangok Rómába mentek
- 1959 Eszpresszóban
- 1960 Két emelet boldogság
- 1960 Fűre lépni szabad
- 1961 Napfény a jégen
- 1961 Mindenki ártatlan?
- 1961 Nem ér a nevem
- 1962 Esős vasárnap
- 1962 Pirosbetűs hétköznapok
- 1962 Húsz évre egymástól
- 1962 Legenda a vonaton
- 1963 Hattyúdal
- 1963 A szélhámosnő
- 1963 Oldás és kötés
- 1963 Mindennap élünk
- 1964 Mit csinált felséged 3-tól 5-ig?
- 1965 Patyolat akció
- 1967 Kötelék
- 1975 A kenguru
- 1975 Az idők kezdetén

## Főbb színházi szerepei
' 'A Színházi adattárban regisztrált bemutatóinak száma: 65; ugyanitt öt színházi felvételen is látható.
- Colos (Avenir Zak: fekete vagy vörös)[4]
- Mujkó (Huszka Jenő:Gül Baba)
- Hábetler Jani (Fejes Endre:Rozsdatemető)
- Miska (Szirmai Albert: Mágnás Miska)
- Ernesto Roma (Brecht: Állítsátok meg Arturo Uit!)
- Nyilas Misi (Móricz Zsigmond:Légy jó mindhalálig)
- Toklsz (Bencsik Imre: Kutyakomédia)[5]